# J. David Velleman
James David Velleman (* 1952) ist Professor für Philosophie an der New York University. Seine Arbeitsgebiete sind Themen der Ethik, Moralpsychologie, Handlungstheorie und Handlungsrationalität.
Velleman erwarb seinen Ph. D. 1983 in Princeton. Er erhielt Stipendien des National Endowment for the Humanities und der John Simon Guggenheim Memorial Foundation. Zusammen mit Stephen Darwall ist er Mitherausgeber der Zeitschrift Philosophers’ Imprint.
2014 wurde er in die American Academy of Arts and Sciences gewählt.

## Publikationen
- Practical Reflection. In: Philosophical Review. 94(1), 1985, S. 33–61.
- Practical Reflection. Princeton University Press, 1989.
- Love as a Moral Emotion. In: American Philosophical Quarterly 33 (4), 1996, S. 339–356. (deutsch: Liebe als ein moralisches Gefühl. In: Von Person zu Person, Hrsg. von Axel Honneth und Beate Rössler, Suhrkamp, Frankfurt am Main 2008, S. 60–104)
- The Possibility of Practical Reason. Oxford University Press, 2000.
- Self to Self. Cambridge University Press, 2006.
- How We Get Along. Cambridge University Press 2009.
- mit Herlinde Pauer-Studer: Konrad Morgen. The conscience of a Nazi judge. London 2015, ISBN 978-1-349-50504-3 (deutsch: »Weil ich nun mal Gerechtigkeitsfanatiker bin«. Der Fall des SS-Richters Konrad Morgen. Berlin 2017, ISBN 978-3-518-42599-2).